# Добаш болівійський
Доба́ш болівійський (Picumnus albosquamatus) — вид дятлоподібних птахів родини дятлових (Picidae). Мешкає в Південній Америці.

## Опис

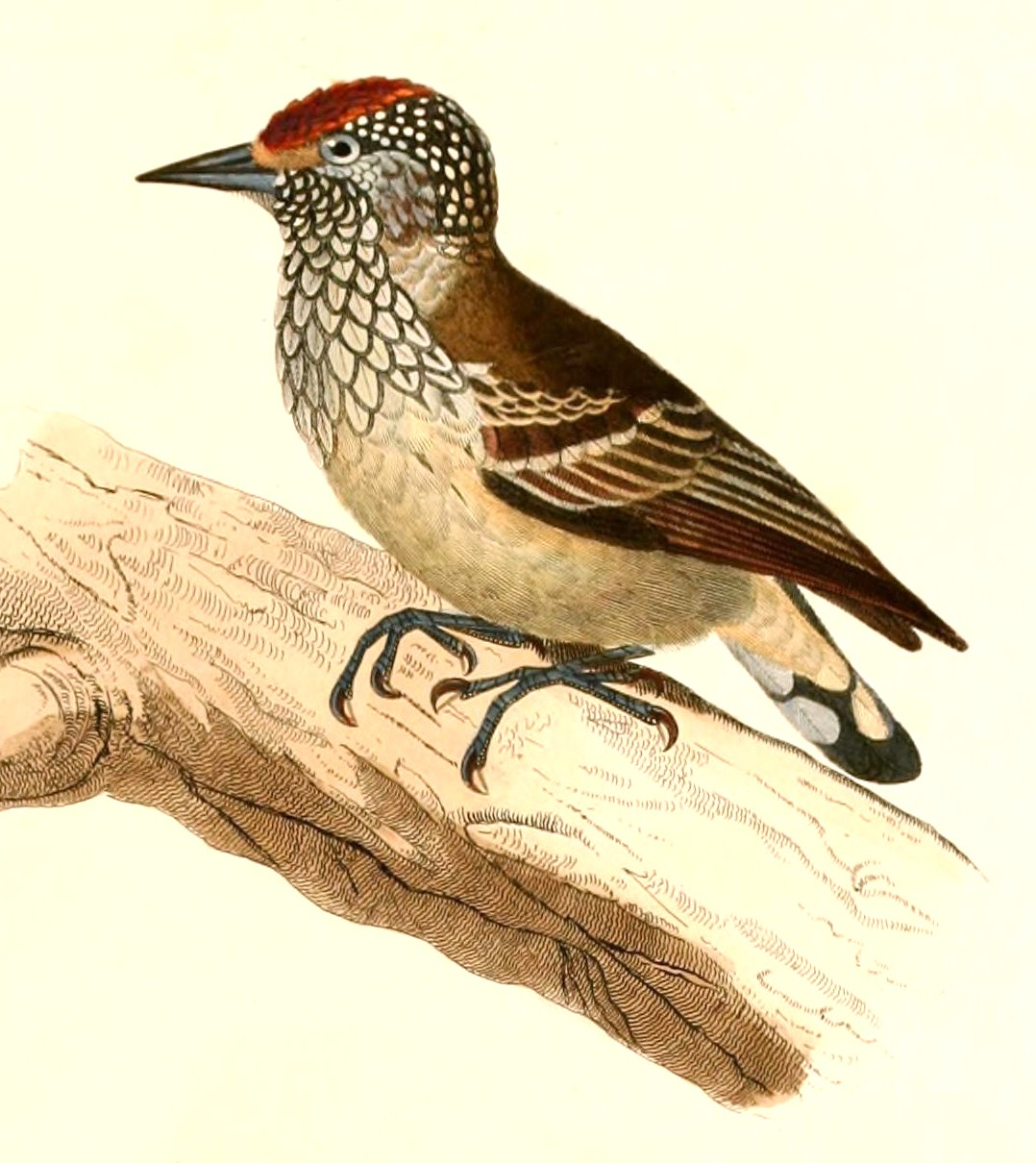
Болівійський добаш (малюнок 1847 року)

Довжина птаха становить 10-11 см. У самців передня частина тімені червона, у самиць коричнева або чорна. Верхня частина голови і верхня частина тіла оливково-коричневі, поцятковані білими плямками. особливо на спині. Крила коричневі, другорядні і третьорядні махові пера мають світлі края. Хвіст коричневий, центральні стернові пера білі, крайні стернові пера на кінці білі. Горло, груди і живіт білі, поцятковані чорним лускоподібним візерунком, на боках і на нижній частина живота цей візерунок є менш вираженим. Очі карі, дзьоб чорнуватий, лапи сірі. Забарвлення молодих птахів подібне до забарвлення самиць, однак тім'я у них світліше.

## Підвиди
Виділяють два підвиди:
- P. a. albosquamatus d'Orbigny, 1840 — від північної Болівії до південно-західної Бразилії, північного Парагваю і північно-західної Аргентини;
- P. a. guttifer Sundevall, 1866 — центральна Бразилія (від сходу Мату-Гросу до Пари, Мараньяну, Гоясу і Мінас-Жерайсу).

## Поширення і екологія
Болівійські добаші мешкають в Бразилії, Болівії, Парагваї і Аргентині. Вони живуть у вологих рівнинних тропічних лісах та в саванах серрадо. Зустрічаються на висоті до 2100 м над рівнем моря. Живляться комахами та іншими безхребетними.